# Homarzec
Homarzec, langustynka, nerczan (Nephrops norvegicus) – gatunek skorupiaka z rzędu dziesięcionogów i rodziny homarowatych (Nephropidae), jedyny przedstawiciel rodzaju Nephrops. Występuje we wschodniej części Atlantyku i w Morzu Śródziemnym. Ma duże znaczenie gospodarcze, jest poławiany i konsumowany ze względu na ceniony smak mięsa.

## Systematyka

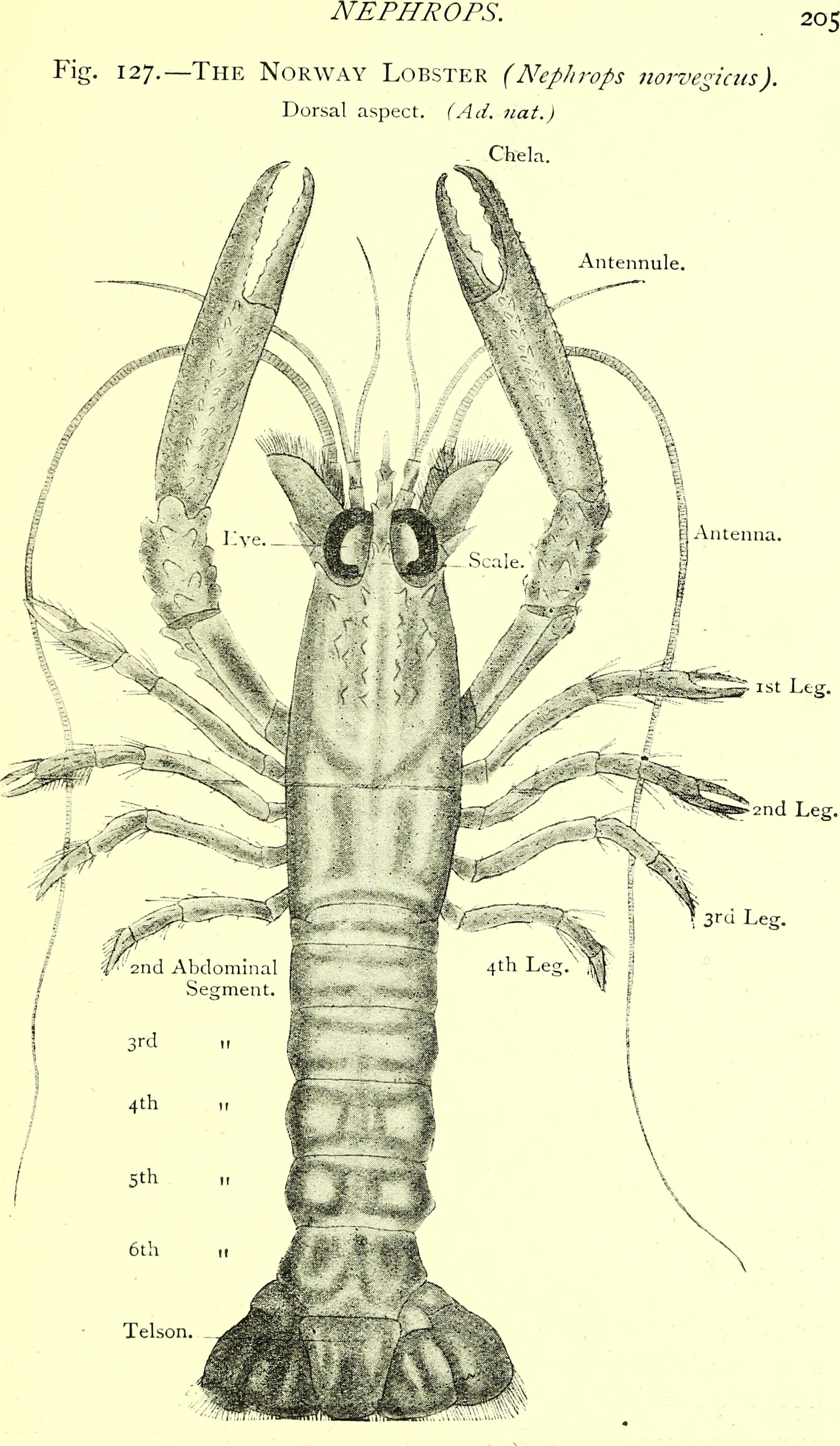
N. norvegicus z książki Elementary text-book of zoology Arthura Mastermana

Nephrops norvegicus był jednym z gatunków umieszczonych przez Karola Linneusza w jego 10. edycji Systema Naturae z 1758 roku, dziele, które dało początek nomenklaturze zoologicznej. W pracy tej został wymieniony jako Cancer Norvegicus, z lokalizacją typową w Mari Norvegico („w Morzu Norweskim”). Przy wyborze lektotypu Lipke Holthuis ograniczył miejsce typowe do cieśniny Kattegat przy półwyspie Kullen w południowej Szwecji (56°18′00″N 12°28′00″E/56,300000 12,466667). Opublikowano dotychczas dwa synonimy tego gatunku – Astacus rugosus, opisany przez ekscentrycznego zoologa Constantine'a Samuela Rafinesque'a w 1814 z materiału zebranego w Morzu Śródziemnym, oraz Nephropsis cornubiensis, opisany przez Charlesa Spence Bate'a i Joshuę Brookinga Rowe w 1880.
W 1814 roku William Elford Leach przeniósł homarca do nowo utworzonego, monotypowego wówczas rodzaju Nephrops. Obecnie (2009) wyróżnia się w tym rodzaju ponadto siedem gatunków kopalnych.
Populacje z Morza Śródziemnego są niekiedy wyodrębniane jako Nephrops norvegicus var. meridionalis Zariquiey, 1935, jednakże takson ten nie jest jednoznacznie określany jako ważny (obowiązujący).

## Budowa zewnętrzna
Ciało homarca ma kolor pomarańczowoczerwony. Typowa długość ciała od 18 do 20 cm, rzadko do 25 cm wliczając odwłok i szczypce. Samce są większe od samic. Głowotułów i odwłok wydłużone, wąskie i drobniejsze niż u innych przedstawicieli tej samej rodziny. Homarzec posiada pięć par odnóży, z czego pierwsza para odnóży jest długa, zakończona wydłużonymi i nieco różniącymi się od siebie szczypcami. Druga i trzecia para również jest przekształcona w szczypce. Poszczególne segmenty odwłoka zakończone są szpicem po obu stronach. Głowa ma dwa podłużne zgrubienia lub grzebienie pojawiające się również na pancerzu i szczypcach. Twarz wydłużona i kolczasta, oczy złożone są duże, czarne i mają nerkowaty kształt, od którego wywodzi się nazwa rodzaju: gr. nephros – nerka i ops – oko.

## Zasięg występowania i środowisko
Nephrops norvegicus występuje w północno-wschodniej części Oceanu Atlantyckiego i w Morzu Północnym, na północy po Islandię i północną Norwegię, a na południu po Portugalię i Maroko. Spotykany także w Morzu Śródziemnym, jednak nie jest tam powszechny, z wyjątkiem Morza Adriatyckiego, w szczególności północnego Adriatyku. Nie występuje zarówno w Morzu Czarnym, jak i w Morzu Bałtyckim.
W Morzu Adriatyckim gatunek spotykany jest na głębokościach od 30 m w północnej części morza do 400 m na południu. Największe zagęszczenie tego gatunku notowane jest w regionie Depresji Pomo (głębia na południe od linii Ankona-Zadar). U wybrzeży Chorwacji bogate łowiska znajdują się w Kanale Velebit oraz w zatoce Kvarner.
Ze względu na wymagania siedliskowe gatunku i różnice we właściwościach poszczególnych osadów dennych, zasięg N. norvegicus jest niejednolity i dzieli się na ponad 30 populacji. Populacje te są oddzielone od siebie trudnym do pokonania terenem, a dorosłe osobniki rzadko przemieszczają się na odległość większą niż kilkaset metrów.
Spotykane w litoralu w miękkim osadzie na dnie, zwykle na głębokości między 200–800 m, chociaż znaczna część populacji występuje na głębokościach mniejszych niż 200 m. Wielokrotnie obserwowano populacje Nephrops norvegicus na głębokościach mniejszych niż 20 m w lochach u wybrzeży Szkocji. Żyją w płytkich norach i są powszechne w podłożu o drobnym, zbitym mule, które jest na tyle stabilne, by utrzymać ich niezasłonięte nory.

## Ekologia

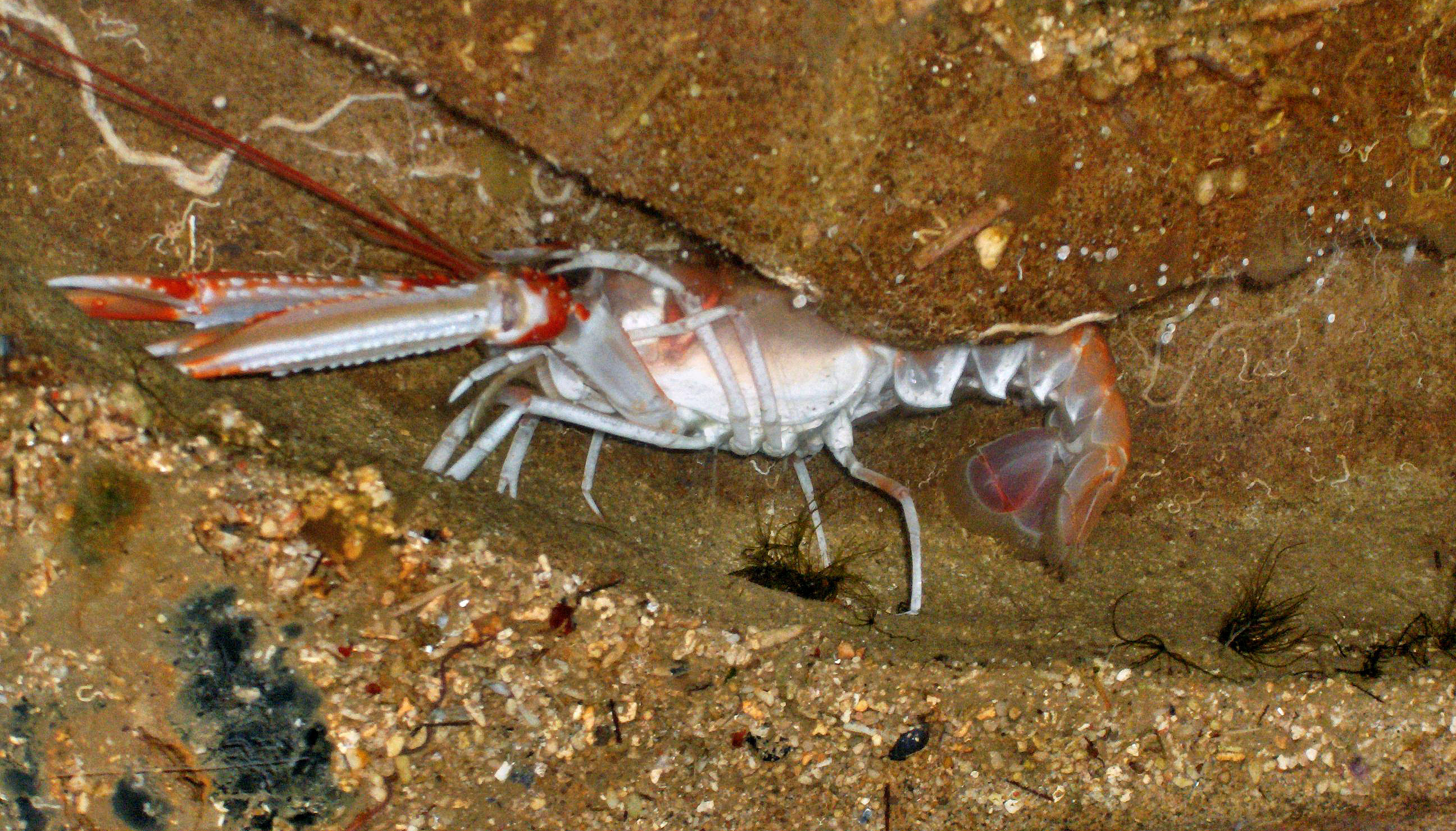
Homarzec w swojej norze. Muzeum Oceanograficzne w Monako

Nephrops norvegicus preferują błotniste osady denne z ponad 40 procentami mułu i gliny. Ich nory są półtrwałe i różnią się budową i rozmiarem. Typowe nory mają głębokość od 20 do 30 centymetrów, z odległością od 50 do 80 centymetrów między przednimi i tylnymi wejściami. Homarce spędzają większość czasu w swoich norach lub przy wejściu, pozostawiając schronienie jedynie w celu zdobycia pokarmu lub partnera.

### Dieta
Nephrops norvegicus to padlinożerca i drapieżnik, który dokonuje krótkich wypadów na żer, głównie w czasie, gdy dochodzące światło jest stłumione. Żywią się głównie innymi dziesięcionogami, a w mniejszym stopniu innymi skorupiakami, w tym krylem i torborakami, oraz rybami, które łapie za pomocą szczypiec i odnóży, a jedzenie jest przekazywane do otworu gębowego za pomocą przednich odnóży, wspomaganych przez szczęki.
Badanie żołądków autorstwa Cristo z 1998 ujawniło głównie pozostałości skurupiaków (w największym stopniu dziesięcionogów, ale też Euphausidae i Peracaridae), mięczaków (ślimaki, małże), szkarłupni, ryb, ale również otwornic, gąbek, parzydełkowców, łódkonogów, głowonogów, sikwiaków, szczecioszczękich.
O ile wcześniej istniały prace opisujące pożywianie się homarców dziesięcionogami i rybami, do 2017 nie udokumentowano, by żywiły się meduzami, które po śmierci i opadnięciu na dno mogą stanowić istotne źródło pożywienia, szczególnie gatunek Periphylla periphylla w niektórych fiordach norweskich. Odkrycia tego ostatniego dokonał w 2017 zespół Dunlop. Co więcej, wyliczenia uwzględniające dużą dostępność martwych meduz wskazują na istotną rolę tego źródła pokarmu w diecie homarca.

### Pasożyty i symbionty
Nephrops norvegicus jest gospodarzem wielu pasożytów i symbiontów. Wiele osiadłych organizmów przyczepia się do egzoszkieletu N. norvegicus, w tym wąsonogi z gatunku Balanus crenatus i otwornice z rodzaju Cyclogyra, ale ogólnie homarzec cierpi na mniejszą liczbę zarażeń epibiontów niż inne dziesięcionogi. W grudniu 1995 odkryto komensalicznego lejkogębca z gatunku Symbion pandora przyczepionego do części gębowych homarca i uznano go za pierwszego przedstawiciela nowego typu zwierząt, Cycliophora. Odkrycie to zostało opisane przez Simona Conwaya Morrisa jako „zoologiczne odkrycie dekady”. S. pandora została znaleziona w wielu populacjach N. norvegicus, zarówno w północnym Atlantyku, jak i w Morzu Śródziemnym. Osobniki można znaleźć na większości segmentów części gębowych homarca, ale na ogół koncentrują się na centralnych częściach większych aparatów gębowych, od żuchwy do trzeciej szczęki.
Najbardziej znaczącym pasożytem N. norvegicus jest bruzdnica z rodzaju Hematodinium, która jest odpowiedzialna za epidemiczne zakażenia w poławianych populacjach N. norvegicus w Europie Północnej, trwające co najmniej od lat 80. XX wieku. Hematodinium to rodzaj, który zawiera gatunki, będące głównymi patogenami szerokiej gamy dziesięcionogów, chociaż wewnętrzna taksonomia tego rodzaju jest słabo przeanalizowana. Gatunek, który atakuje N. norvegicus, powoduje syndrom pierwotnie opisany jako „syndrom powylinkowy” (ang.: post-moult syndrome), w którym pancerz staje się nieprzejrzysty i silnie pigmentowany, hemolimfa staje się mlecznobiała, a zwierzę wydaje się konające. Innymi pasożytami N. norvegicus są: pierwotniak należący do gregaryn Porospora nephropis, przywra z gatunku Stichocotyle nephropis (który został odkryty i opisany w 1884 właśnie z ciała N. norvegicus) i wieloszczet Histriobdella homari.

## Cykl życiowy

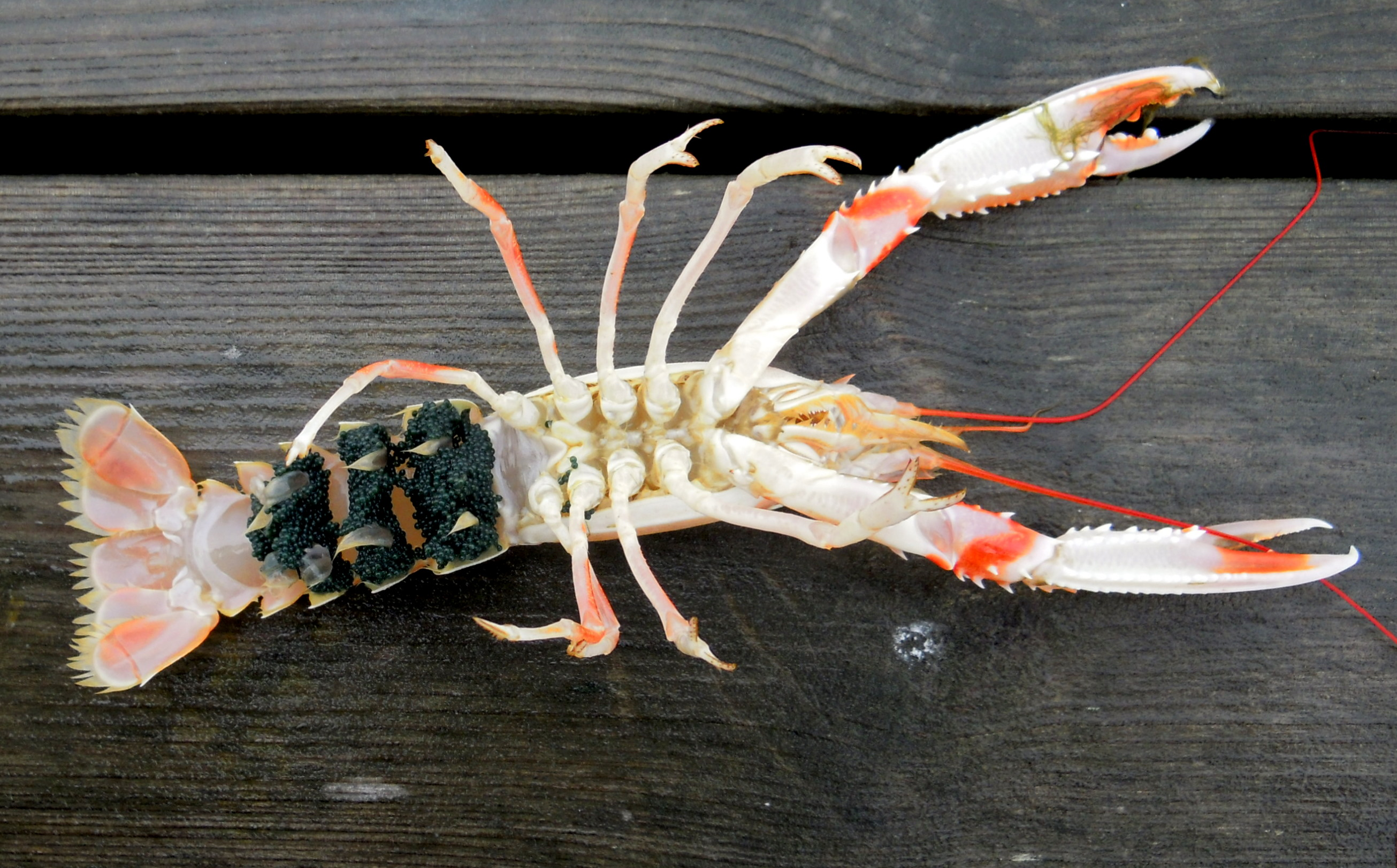
Dorosła samica N. norvegicus z jajami

Typowa długość życia N. norvegicus wynosi 5–10 lat, osiągając w wyjątkowych przypadkach 15 lat. Homarzec osiąga dojrzałość płciową po 2–3 latach. Jego cykl reprodukcyjny różni się w zależności od położenia geograficznego: „okresy wylęgu i tarła oraz długość okresu inkubacji zmieniają się w zależności od szerokości geograficznej, a cykl hodowlany zmienia się z rocznego na dwuletni, gdy przemieszcza się z południa na północ”. Inkubacja jaj zależy od temperatury, a w chłodniejszych warunkach czas trwania okresu inkubacji wzrasta. Oznacza to, że przed upływem czasu wylęgu może być zbyt późno, aby samice mogły wziąć udział w tegorocznym cyklu rozrodczym. W cieplejszym klimacie połączone efekty regeneracji po linieniu i dojrzewania jajników oznaczają, że składanie jaj może się opóźnić. To z kolei powoduje, że samica traci rok na przenoszenie jaj.
Dorosły samiec homarca linieje raz lub dwa razy w roku (zazwyczaj późną zimą lub wiosną), a dorosłe samice linieją raz w roku (późną zimą lub wiosną, po wylęgnięciu się jaj). W rocznych cyklach rozrodczych kopulacja odbywa się wiosną lub zimą, gdy samice są miękkie po wylince. Jajniki dojrzewają przez miesiące wiosenne i letnie, a składanie jaj odbywa się późnym latem lub wczesną jesienią. Po złożeniu jaj, samice wciąż przenoszące je na swoim ciele, powracają do swoich nor i pozostają tam do końca okresu inkubacji, który trwa 8–9 miesięcy. Wykluwanie się z jaj odbywa się późną zimą lub wczesną wiosną. Niedługo po wylęgnięciu się, samice linieją i przystępują ponownie do kopulacji.
W planktonowym stadium larwalnym (zazwyczaj trwającym 1 do 2 miesięcy) larwy homarca, zwane żywikami wykazują zachowanie dobowej migracji pionowej, ponieważ są przenoszone przez prądy lokalne. Ta złożona biofizyczna interakcja determinuje los larw; relacja pomiędzy kierunkiem ścieżki wznoszącej i rozkładem przestrzennym odpowiednich siedlisk bentonicznych musi być korzystna, aby larwy mogły się osiedlić i osiągnąć dojrzałość.

## Znaczenie w rybołówstwie

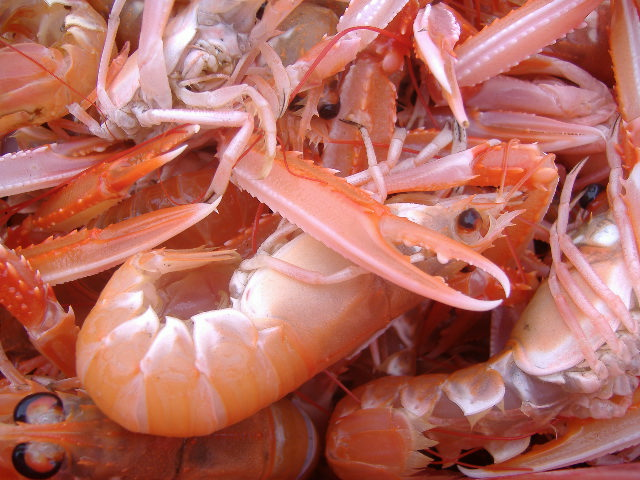
Świeżo złowione homarce w Rothesay w zachodniej Szkocji

Mięsisty ogon homarca jest często spożywany, a jego mięso znane jest pod nazwą scampi. N. norvegicus jest spożywany tylko przy specjalnych okazjach w Hiszpanii i Portugalii, gdzie jest tańszy niż homar europejski, Homarus gammarus. Homarzec jest ważnym gatunkiem dla rybołówstwa, poławianym głównie przez trałowanie. Rocznie poławia się około 60 000 ton tych skorupiaków, z czego połowę w wodach Wielkiej Brytanii.
Oprócz kutrów łowiących za pomocą włoka (trawlery), znaczna liczba kutrów poławia homarce, wykorzystując specjalne kosze (ang.: creel). Tą metodą poławiane są większe homarce o lepszej kondycji, co zwiększa cenę homarców 3–4 razy w stosunku do złowionych za pomocą włoków. Połów przy użyciu koszy ma także mniej niekorzystny wpływ na dno morskie, zmniejsza zużycie paliwa kutrów oraz daje rybakom dysponującym mniejszymi jednostkami szansę na udział w połowach homarców. Metoda ta jest więc opisywana jako rozsądna alternatywa dla włoków dennych i zasugerowano przyznanie rybakom łowiącym tą metodą dodatkowych praw połowowych.
Indywidualne biologiczne zasoby homarca północno-wschodniego Atlantyku określono jako jednostki funkcjonalne. Wiele jednostek funkcjonalnych składa się na obszary morskie, w których corocznie ustalany jest całkowity dopuszczalny limit połów (TAC) przez Radę Unii Europejskiej. Przykładowo, TAC określony dla populacji homarca z Morza Północnego opiera się na całkowitym tonażu połowów zalecanym dla dziewięciu odrębnych obszarów jednostek funkcjonalnych. Metoda ta spotkała się z krytyką, ponieważ może promować nadmierną eksploatację określonej jednostki funkcjonalnej, mimo że całkowity TAC jest poniżej limitu połowów. W 2016 Wielka Brytania wdrożyła pakiet nadzwyczajnych środków technicznych mających na celu odtworzenie zasobów homarca w obszarze morskim (głębi) Farn(e) Deeps u wybrzeży North East England, które są bliskie wyczerpania. Ocena przeprowadzona w 2017 przez Międzynarodową Radę Badań Morza (ICES) wskazuje na postępy w odtworzaniu populacji homarca w tym rejonie, ale kontrola nakładu połowowego będzie musiała być kontynuowana przynajmniej do momentu, w którym biomasa osiągnie wielkość, która jest zrównoważona w porównaniu z poziomem działalności połowowej wszystkich rybaków chcących czerpać z tych zasobów.
Odrzuty z połowów homarca mogą stanowić do 37% zapotrzebowania na energię niektórych morskich padlinożerców, takich jak śluzica pospolita Myxine glutinosa. Łodzie biorące udział w połowach homarca łapią również wiele gatunków ryb (przyłów), takich jak gładzica Pleuronectes platessa i sola Solea solea, i uważa się, że bez tych dochodów rybołówstwo homarca byłoby ekonomicznie nieopłacalne.

### Kulinaria

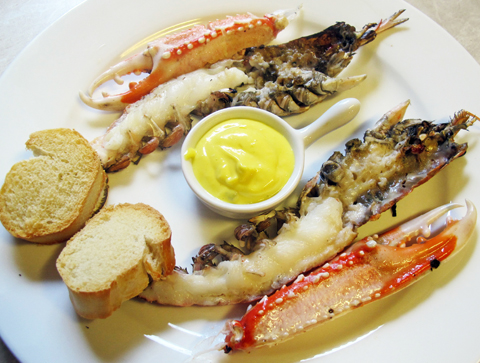
Grillowany homarzec podany z bagietką i sosem

Homarce mają zastosowanie w gastronomii. Są cenionym składnikiem wielu dań, ze względu na swój smak. Nazywane są langustynką lub, z języka włoskiego, scampi, które jest liczbą mnogą od scampo i oznacza 'krewetkę' i przypuszczalnie pochodzi z greckiego słowa kampe, które oznacza 'skrzywiony' lub 'zagięty'.
W Wielkiej Brytanii homarce są sprzedawane głównie w postaci zamrożonych, nieugotowanych, pokrytych pancerzem ogonów, podczas gdy w kontynentalnej części Europy sprzedawane są zazwyczaj całe homarce, surowe, bądź ugotowane. Całe homarce lub ogony obrane z pancerza powinny być gotowane w osolonej wodzie ok. 5–6 minut.
Mięso ugotowanych homarców zawiera ok. 72–75% wody, 21–24% białka, ok. 3% minerałów i 1–2% soli, w zależności od ilości soli użytej podczas gotowania.